# Thomas Wick
Thomas Wick (* 12. April 1991) ist ein ehemaliger deutscher Skilangläufer.

## Werdegang
Wick gewann mit der deutschen Staffel bei den Nordischen Junioren-Skiweltmeisterschaften 2009 in Praz de Lys Sommand die Silbermedaille und ein Jahr später in Hinterzarten Bronze. Bei den Nordischen Junioren-Skiweltmeisterschaften 2011 in Otepää wurde er Sechster im Skiathlon und 2014 bei den U23-Weltmeisterschaften in Val di Fiemme Siebter über 15 km klassisch.
Seinen ersten Start im Weltcup hatte Wick bei der Tour de Ski 2013/14, wo er den Prolog als 70. und den anschließenden Sprint als 71. beendete, zur dritten Etappe jedoch nicht mehr antrat. Seinen nächsten Einsatz im Weltcup hatte er bei der Tour de Ski 2015, die er als 43. beendete. Seine besten Etappenplatzierungen erreichte er dabei mit Rang 32 im 15-km-Massenstartrennen in der klassischen Technik in Val di Fiemme und Platz 34 bei der Verfolgungsetappe in der klassischen Technik in Oberstdorf, bei der er die 26.-schnellste Laufzeit erzielte.
Im Alpencup gewann er im März 2013 am Passo Campo Carlo Magno das 30-km-Massenstartrennen im Freistil. Darüber hinaus gelangen ihm mit jeweils Platz drei weitere Podiumsplatzierungen am 14. Dezember 2013 in St. Ulrich am Pillersee über 10 km Freistil und eine Woche später in Gressoney-Saint-Jean über 15 km klassisch. In der Gesamtwertung des Alpencups kam er in der Saison 2012/13 auf Rang zwölf und belegte in der Folgesaison Platz zehn. Im März 2015 wurde er Deutscher Meister im 50-km-Massenstartrennen in der klassischen Technik. Im März 2016 verteidigte er seinen Meistertitel über 50 km Massenstart in der klassischen Technik.
Im März 2018 wurde er bei den deutschen Skilanglaufmeisterschaften in Reit im Winkl zusammen mit Thomas Bing Erster im Teamsprint und Dritter über 30 km klassisch.
Nachdem er sich nicht für die Olympischen Winterspiele 2018 und die Nordischen Skiweltmeisterschaften 2019 qualifiziert hatte, gab Wick am 21. März 2020 seinen Rücktritt vom Leistungssport bekannt.

## Privates
Thomas Wick ist der Sohn von Holger Wick und Susann Kuhfittig, sein Bruder ist Robert Wick. Er lebt in Ruhpolding. 2022 heiratete Wick Denise Herrmann, die seitdem den Doppelnamen Herrmann-Wick trägt. Er ist Botschafter des Vereins Athletes for Ukraine.

## Siege bei Continental-Cup-Rennen
| Nr. | Datum         | Ort                     | Disziplin                   | Serie    |
| --- | ------------- | ----------------------- | --------------------------- | -------- |
| 1.  | 10. März 2013 | Campo Carlo Magno       | 30 km Freistil Massenstart  | Alpencup |
| 2.  | 5. März 2017  | St. Ulrich am Pillersee | 30 km klassisch Massenstart | Alpencup |